# Unión de Fuerzas Progresistas
La Unión de Fuerzas Progresistas es una organización política de Burkina Faso, parte de la oposición al régimen de Blaise Compaoré. En las elecciones de presidenciales de 2010 apoyaron la candidatura presidencial de Hama Arba Diallo.
Durante los comicios legislativos de 2002, el partido logró 2 escaños con 1,7% de los sufragios nacionales.
En las elecciones presidenciales de Burkina Faso de 2005 apoyaron la candidatura de Philippe Ouédraogo (PDS), quien obtuvo 47.146 votos correspondientes al 2,28%, llegando al cuarto lugar.
En 2007 vinieron nuevos comicios legislativos, y la colectividad logró mantener sus 2 escaños.
Para el año 2010 apoyaron la candidatura opositora de Hama Arba Diallo, con quien se logró un segundo lugar con un 8,21%.
En las elecciones legislativas de 2012 no lograron representación parlamentaria.